# Amerikaanse auto in 1963
Dit artikel geeft een overzicht van alle Amerikaanse en Australische personenwagens uit 1963. De auto's staan alfabetisch gerangschikt per merk.

## Noord-Amerika
| Apollo |                  | concern:                                                                                             | International Motor Cars, Vanguard Motors, Precision Motors, Apollo International Verenigde Staten |
| Apollo | divisie:         | | |
| Apollo | merk:            | Apollo, Vetta (koetswerk in Italië gebouwd door Intermeccanica; V8-motor van Buick) Verenigde Staten | |
| Apollo | model:           | 3500 GT / 5000 GT / Spider / Ventura                                                                 | |
| Apollo | einde productie: | 1965                                                                                                 | |
| Apollo | productieaantal: | 88, waarvan 9 Spider en 11 Vetta Ventura                                                             | |

| Buick |                  | concern:               | General Motors Verenigde Staten |
| Buick | divisie:         |                        |                                 |
| Buick | merk:            | Buick Verenigde Staten |                                 |
| Buick | model:           | Riviera                |                                 |
| Buick | einde productie: | 1965                   |                                 |
| Buick | productieaantal: | ?                      |                                 |

| Cadillac |                  | concern:                  | General Motors Verenigde Staten |
| Cadillac | divisie:         |                           |                                 |
| Cadillac | merk:            | Cadillac Verenigde Staten |                                 |
| Cadillac | model:           | Coupe de Ville            |                                 |
| Cadillac | einde productie: | 1963                      |                                 |
| Cadillac | productieaantal: | 31.700                    |                                 |

| Cadillac |                  | concern:                          | General Motors Verenigde Staten |
| Cadillac | divisie:         |                                   |                                 |
| Cadillac | merk:            | Cadillac Verenigde Staten         |                                 |
| Cadillac | model:           | Deville coupé / cabriolet / sedan |                                 |
| Cadillac | einde productie: | 1964                              |                                 |
| Cadillac | productieaantal: | 69.900 / 17.900 / 70.250          |                                 |

| Cadillac |                  | concern:                             | General Motors Verenigde Staten |
| Cadillac | divisie:         |                                      |                                 |
| Cadillac | merk:            | Cadillac Verenigde Staten            |                                 |
| Cadillac | model:           | 62 sedan / cabriolet / sedan / coupé |                                 |
| Cadillac | einde productie: | 1964 / 1963 / ? / 1963               |                                 |
| Cadillac | productieaantal: | 22.170 / 17.600 / ? / 16.700         |                                 |

| Cadillac |                  | concern:                            | General Motors Verenigde Staten |
| Cadillac | divisie:         |                                     |                                 |
| Cadillac | merk:            | Cadillac Verenigde Staten           |                                 |
| Cadillac | model:           | Eldorado coupé / Biarritz cabriolet |                                 |
| Cadillac | einde productie: | 1964 / ?                            |                                 |
| Cadillac | productieaantal: | 1800 / ?                            |                                 |

| Cadillac |                  | concern:                  | General Motors Verenigde Staten |
| Cadillac | divisie:         |                           |                                 |
| Cadillac | merk:            | Cadillac Verenigde Staten |                                 |
| Cadillac | model:           | Park Avenue               |                                 |
| Cadillac | einde productie: | 1963                      |                                 |
| Cadillac | productieaantal: | 1580                      |                                 |

| Cadillac |                  | concern:                  | General Motors Verenigde Staten |
| Cadillac | divisie:         |                           |                                 |
| Cadillac | merk:            | Cadillac Verenigde Staten |                                 |
| Cadillac | model:           | Fleetwood 75              |                                 |
| Cadillac | einde productie: | ?                         |                                 |
| Cadillac | productieaantal: | ?                         |                                 |

| Cadillac |                  | concern:                  | General Motors Verenigde Staten |
| Cadillac | divisie:         |                           |                                 |
| Cadillac | merk:            | Cadillac Verenigde Staten |                                 |
| Cadillac | model:           | Sixty Special             |                                 |
| Cadillac | einde productie: | 1964                      |                                 |
| Cadillac | productieaantal: | 28.550                    |                                 |

| Chevrolet |                  | concern:                   | General Motors Verenigde Staten |
| Chevrolet | divisie:         |                            |                                 |
| Chevrolet | merk:            | Chevrolet Verenigde Staten |                                 |
| Chevrolet | model:           | Corvette C2                |                                 |
| Chevrolet | einde productie: | 1967                       |                                 |
| Chevrolet | productieaantal: | 5258                       |                                 |

| Chrysler |                  | concern:                  | onafhankelijk |
| Chrysler | divisie:         |                           |               |
| Chrysler | merk:            | Chrysler Verenigde Staten |               |
| Chrysler | model:           | Turbine                   |               |
| Chrysler | einde productie: | 1963                      |               |
| Chrysler | productieaantal: | ?                         |               |

| Lincoln |                  | concern:                 | Ford Motor Company Verenigde Staten |
| Lincoln | divisie:         |                          |                                     |
| Lincoln | merk:            | Lincoln Verenigde Staten |                                     |
| Lincoln | model:           | Continental Mark 2       |                                     |
| Lincoln | einde productie: | 1965                     |                                     |
| Lincoln | productieaantal: | ?                        |                                     |

| Mercury |                  | concern:                 | Ford Motor Company Verenigde Staten |
| Mercury | divisie:         |                          |                                     |
| Mercury | merk:            | Mercury Verenigde Staten |                                     |
| Mercury | model:           | Monterey Marauder        |                                     |
| Mercury | einde productie: | 1963                     |                                     |
| Mercury | productieaantal: | ?                        |                                     |

| Plymouth |                  | concern:                  | Chrysler Verenigde Staten |
| Plymouth | divisie:         |                           |                           |
| Plymouth | merk:            | Plymouth Verenigde Staten |                           |
| Plymouth | model:           | Valiant                   |                           |
| Plymouth | einde productie: | 1966                      |                           |
| Plymouth | productieaantal: | ?                         |                           |

| Pontiac |                  | concern:                 | General Motors Verenigde Staten |
| Pontiac | divisie:         |                          |                                 |
| Pontiac | merk:            | Pontiac Verenigde Staten |                                 |
| Pontiac | model:           | Bonneville               |                                 |
| Pontiac | einde productie: | 1964                     |                                 |
| Pontiac | productieaantal: | ?                        |                                 |

| Pontiac |                  | concern:                 | General Motors Verenigde Staten |
| Pontiac | divisie:         |                          |                                 |
| Pontiac | merk:            | Pontiac Verenigde Staten |                                 |
| Pontiac | model:           | Tempest                  |                                 |
| Pontiac | einde productie: | 1965                     |                                 |
| Pontiac | productieaantal: | ?                        |                                 |

| Studebaker |                  | concern:                    | onafhankelijk |
| Studebaker | divisie:         |                             |               |
| Studebaker | merk:            | Studebaker Verenigde Staten |               |
| Studebaker | model:           | Avanti                      |               |
| Studebaker | einde productie: | 1964                        |               |
| Studebaker | productieaantal: | ?                           |               |

| Studebaker |                  | concern:                    | onafhankelijk |
| Studebaker | divisie:         |                             |               |
| Studebaker | merk:            | Studebaker Verenigde Staten |               |
| Studebaker | model:           | Wagonaire                   |               |
| Studebaker | einde productie: | 1966                        |               |
| Studebaker | productieaantal: | ?                           |               |

| Willys-Overland |                  | concern:                         | onafhankelijk |
| Willys-Overland | divisie:         |                                  |               |
| Willys-Overland | merk:            | Willys-Overland Verenigde Staten |               |
| Willys-Overland | model:           | Aero-Willys                      |               |
| Willys-Overland | einde productie: | 1968                             |               |
| Willys-Overland | productieaantal: | ?                                |               |

## Australië
| Holden |                  | concern:                                                                                              | General Motors Verenigde Staten |
| Holden | divisie:         | |                                 |
| Holden | merk:            | Holden Australië                                                                                      |                                 |
| Holden | model:           | Utility pick-up / Panel Van bestelwagen (4e generatie; EJ / EH-serie; afgeleid van de sedan uit 1962) |                                 |
| Holden | einde productie: | 1965                                                                                                  |                                 |
| Holden | productieaantal: | ? |                                 |